# Rosa henryi
Rosa henryi (лат.) — вид растений из рода Шиповник (Rosa) семейства Розовые (Rosaceae). Широко распространена в Китае и используется как декоративное растение.

## Ботаническое описание
Вьющийся кустарник, побеги достигают высоты от 3 до 8 метров. Стеблевые округлые побеги имеют пурпурно-коричневую кору. Оси побегов иногда покрыты шипами или отсутствуют. Изогнутые шипы длиной 3 мм, плоские и постепенно расширяются к широкому основанию.
Очерёдные листья разделены на черешок и листовую пластинку, их общая длина составляет от 9 до 14 см. Черешок и рахис листа редко коротко шиповатые. Непарноперистая листовая пластинка обычно содержит пять листочков, но листья, расположенные вблизи соцветия, обычно содержат только три листочка. Пергаментоподобные листочки длиной от 3,5 до 9 см и шириной от 1,5 до 5 см продолговатые, яйцевидные, эллиптические или эллиптически-яйцевидные с почти округлым или ширококлиновидным основанием и длинным заострённым или коническим верхним концом. Края листьев пильчатые. Обе поверхности листьев голые. На нижней стороне листочков имеется приподнятая центральная жилка. Околоцветники сросшиеся с черешком на большей части своей длины. Свободный участок семядолей ланцетный с заострённым верхним концом и гладким краем, голый или редко железистый и опушенный волосками.
От 5 до 15 цветков собраны в зонтиковидные, метельчатые соцветия диаметром 3-4 см. Цветоножка длиной 1,5-2 см с короткими, железистыми, опушенными волосками. Прицветники, которые рано опадают, ланцетные.
Душистые цветки-гермафродиты диаметром 3-4 см, радиально-симметричные, пятилепестковые, с двойным околоцветником. Шаровидная чашечка (гипантий) голая, но с короткими, железистыми, опушенными волосками. Пять рано поникающих чашелистиков ланцетные с заострённым верхним концом, по краю имеют несколько листовых долей. Нижняя сторона чашелистиков почти голая и редко усеяна железистыми волосками, а верхняя сторона опушенная. Пять свободных белых лепестков, голые снаружи, широкояйцевидные с клиновидным основанием и отороченным верхним концом. Тычинок много. Много свободных карпелл. Опушенные волосистые пестики сросшиеся в столбик, немного длиннее тычинок и выступают над венчиком.
В Китае период цветения длится с апреля по июль, плоды созревают с июля по сентябрь.
В спелом состоянии коричнево-красный и блестящий плод почти шарообразный, диаметром от 8 до 10 мм.

## Распространение
Rosa henryi широко распространена в китайских провинциях Аньхой, Фуцзянь, Гуандун, Гуанси, Гуйчжоу, Хэнань, Хубэй, Хунань, Цзянсу, Цзянси, Шэньси, Сычуань, Юньнань и Чжэцзян. Произрастает на лесных опушках в зарослях или долинах, а также на сельскохозяйственных землях на высоте от 1700 до 2000 метров над уровнем моря.

## Систематика
Rosa henryi была обнаружена в Китае в 1907 году. Впервые вид был научно описан в 1933 году. Джорджем Альбертом Буленгером. Видовой эпитет henryi дан в честь шотландского охотника за растениями и «ботаника-любителя» Августина Генри (1857—1930), который служил в Ичане.

## Использование в качестве декоративного растения
Вьющуюся Rosa henryi можно высаживать в качестве декоративного растения в парках и садах около деревьев или другой устойчивой опоры. Вид имеет сильный аромат и чувствителен к морозам.